# Godfrey Binaisa
Godfrey Lukongwa Binaisa (Kampala, 1920 – Makindye, 2010) fou un advocat, president provisional d'Uganda i fiscal general al primer govern independent d'Uganda dels anys 1960. A la seva mort era l'únic expresident d'Uganda que sobrevivia.

## Educació i primer part de la seva carrera
Binaisa era inicialment un advocat. Es va educar a l'Escola Reial Budo i a l'escola de Makerere (Universitat). Va llicenciar-se en dret a l'Escola Reial de Londres el 1955 i va començar a treballar a Lincoln's Inn el 1956. Fou nomenat "Consell de la Reina (QC)" i tenia una oficina privada de dret a Kampala.
Binaisa era membre del Congrés Nacional d'Uganda i del Partit del Congrés Unit durant els anys 1950. Més tard es va afiliar al Congrés dels Pobles d'Uganda (Uganda Peopl'es Congress) que el 1962 va formar el primer govern de l'estat independent. Fou nomenat Fiscal General el mateix 1962, posició que va exercir fins al 1968 quan va dimitir per desacords amb el President Milton Obote sobre matèries constitucionals, especialment els poders presidencials de detenció.
El 1969 Binaisa entrava a la pràctica legal privada, i després que Idi Amin prengués poder el 1971, va marxar a l'exili als Estats Units, on practicà dret a Mont Vernon, Nova York. Mentre estava als Estats Units va esdevenir membre de la Unió per la Llibertat d'Uganda, un dels diversos grups de l'exili oposats a Amin.

## La presidència
Després de l'enderrocament d'Idi Amin el 1979, Binaisa retornà a Uganda. Després d'Idi Amin, Yusuf Lule va exercir de president interí durant 68 dies. El 20 de juny, de 1979, Binaisa fou nomenat president d'Uganda per la Comissió Consultiva Nacional, que era llavors la junta suprema de govern del Front d'Alliberament Nacional d'Uganda (Uganda National Liberation Front, UNLF), una coalició d'antics exiliats ugandesos que havien tingut un paper clau junt als tanzan en l'enderrocament d'Idi Amin.
Quan Binaisa destituïa al cap d'Estat Major de l'exèrcit, Brigadier Oyite Ojok, fou enderrocat el 12 de maig de 1980 per la Comissió Militar, un poderós òrgan de l'UNLF, encapçalat per Paulo Muwanga (que tenia com a segon a Yoweri Museveni llavors líder del Moviment Patriòtic d'Uganda un dels grups de la coalició). El país fou dirigit llavors per la Comissió Presidencial d'Uganda (creada uns quants dies després del cop) amb, entre d'altres, Paulo Muwanga, Yoweri Museveni, Oyite Ojok i Tito Okello.
La Comissió Presidencial va governar Uganda fins al desembre de 198o quan es van fer les eleccions. Binaisa s'havia unit al Moviment Patriòtic d'Uganda del que fou nomenat vicepresident. Les eleccions eren guanyades pel Congrés dels Pobles d'Uganda de Milton Obote que va prendre possessió. Tanmateix, els resultats foren discutits, el que va portar a Museveni a llançar una rebel·lió de guerrilles, que finalment van triomfar i van pujar a Museveni a la presidència el 1986.
El desenvolupament del sistema polític instaurat pel Moviment Patriòtic d'Uganda fou atribuït generalment a Binaisa. Anomenant la ideologia "Paraigua", es diu que Binaisa havia utilitzat aquest sistema per consolidar la seva pròpia posició durant la seva presidència, procurant unir a tots els ugandesos a la mateixa idea política. Si això era un moviment d'egoisme pur o un intent genuí de restringir els elements més divisoris de la política ugandesa, és una cosa que encara es discuteix.
Als anys vuitanta i noranta Binaisa va viure a Nova York exercint com advocat i després va retornar a Uganda, on va viure una jubilació tranquil·la. Fou l'únic expresident d'Uganda pensionat per l'estat sota les disposicions de la constitució de 1995.

## Casament
Va estar aparellat amb Irene Marjorie Kabamori fins al 2003. Binaisa es va casar amb Tomoko Yamamoto 26 de juliol de 2004 en una cerimònia de benedicció de l'Església de la Unificació. La va conèixer per Internet. El matrimoni es va dissoldre el juliol de 2005.

## Mort
Binaisa moria mentre dormia el 5 d'agost de 2010. Tenia 90 anys i va patir un atac de feridura o un atac de cor a començaments de l'any. Quan se'l va provar de despertar al matí per la seva dutxa matinal, el va trobar sense vida. Binaisa va rebre un funeral d'estat.